# 格蘭特鎮區 (北卡羅萊納州蘭道夫縣)
格蘭特鎮區（英語：Grant Township）是位於美國北卡羅萊納州蘭道夫縣的一個鎮區。

## 地方資料
格蘭特鎮區的面積為113.18平方千米，皆為陸地。根據2020年美國人口普查的數據，當地共有人口6139人，而人口密度為每平方千米54.24人。